# Novo Selo (Požega)
Novo Selo is een plaats in de gemeente Požega in de Kroatische provincie Požega-Slavonië. De plaats telt 414 inwoners (2001).